# Livingstonewatervallen
De Livingstonewatervallen (Frans: Chutes Livingstone) zijn een reeks elkaar opvolgende watervallen in de benedenloop van de Kongo aan het westelijke einde van de Pool Malebo in Congo-Kinshasa.
De watervallen zetten een daling in van 270 meter over een afstand van 350 kilometer en eindigen in de buurt van Matadi in de provincie Kongo-Central. De rivier heeft het hoogste debiet doorstromend water in de wereld na de Amazone in Brazilië die vrijwel geen watervallen kent behalve in de buurt van de bronnen. De laagste stroomversnellingen van de Livingstonewatervallen zijn daarom de grootste waterval ter wereld in termen van debiet, mits men stroomversnellingen tot de watervallen rekent.
David Livingstone onderzocht alleen de bovenloop van de Kongo en heeft dit deel van Centraal-Afrika nooit bezocht. De watervallen werden naar hem genoemd door de journalist en ontdekkingsreiziger Henry Morton Stanley.
Vanaf de Atlantische Oceaan tot aan Matadi is de Kongo meestal goed bevaarbaar. Verder stroomopwaarts tot Kinshasa is de rivier echter niet bevaarbaar. Dit zorgde er onder andere voor dat het tot de 19e eeuw duurde eer Europeanen tot het binnenland van zwart Afrika doordrongen. De aanwezigheid van de watervallen maakte tevens aan het eind van de 19e eeuw de aanleg van de Spoorlijn Matadi-Leopoldstad noodzakelijk opdat het binnenland ontsloten kon worden.